# Esmer yarim
Esmer yarim – singiel tureckiego piosenkarza Buraka Aydosa i Öztürka i Sertera Bayborów wydany w 1993 roku oraz umieszczony na debiutanckiej płycie Aydosa zatytułowanej Şartsız... kuralsız... hesapsız! z 1995 roku. Utwór został napisany przez samego artystę. 
W 1993 roku utwór reprezentował Turcję w 38. Konkursie Piosenki Eurowizji dzięki wygraniu w marcu finału krajowych eliminacji po zdobyciu największego poparcia jurorów. 15 maja numer został zaprezentowany przez reprezentantów w finale widowiska organizowanego w Millstreet jako drugi kolejności i zajął ostatecznie dwudzieste pierwsze miejsce z 10 punktami na koncie. 
Oprócz tureckojęzycznej wersji singla, piosenkarka nagrała utwór także w języku angielskim jako „My Pretty Baby”.

## Lista utworów
CD single
1. „My Pretty Baby”
2. „Esmer yarim”
3. „My Pretty Baby” (Instrumental)